# Copa El Rancho 2015
La Copa el Rancho 2015 fue un torneo de exhibición de fútbol disputado en el Estadio Toyota en la ciudad de Frisco entre el Querétaro y el Puebla de la primera división de México.

## Participantes
- Querétaro Fútbol Club
- Club Puebla

## Partido
| 31         | POR        | Tiago Volpi            |     |
| 2          | DEF        | George Corral          |     |
| 3          | DEF        | Miguel Martínez        |     |
| 5          | DEF        | Yasser Corona          |     |
| 12         | DEF        | Jonathan Bornstein     |     |
| 10         | MED        | Sinha                  | 75' |
| 22         | MED        | Edgar Pacheco          | 64' |
| 17         | MED        | Mario Osuna            |     |
| 49         | MED        | Ronaldinho             | 75' |
| 11         | DEL        | William                | 64' |
| 9          | DEL        | Patricio Rubio         | 64' |
| Entrenador | Entrenador | Víctor Manuel Vucetich |     |

| 30         | POR        | Rodolfo Cota        | 74' |
| 24         | DEF        | Sergio Pérez        | 46' |
| 15         | DEF        | Facundo Erpen       |     |
| 6          | DEF        | Luis Robles         |     |
| 12         | DEF        | Óscar Rojas         |     |
| 28         | MED        | Francisco Torres    | 46' |
| 7          | MED        | Luis Noriega        | 69' |
| 8          | MED        | Gerardo Espinoza    |     |
| 10         | DEL        | Cuauhtémoc Blanco   | 80' |
| 9          | DEL        | Hérculez Gómez      | 69' |
| 11         | DEL        | Matías Alustiza     | 75' |
| Entrenador | Entrenador | José Guadalupe Cruz |     |

| 81 | MED | Jaime Gómez     | 64' |
| 21 | MED | Marco Jiménez   | 64' |
| 15 | DEL | Ángel Sepúlveda | 64' |
| 6  | DEF | Ricardo Osorio  | 75' |
| 30 | DEL | Emanuel Villa   | 75' |

| 27  | DEF | Alberto Acosta    | 46' |
| 22  | MED | Jhon Pajoy        | 46' |
| 13  | MED | Alfonso Tamay     | 69' |
| 21  | DEL | Luis Gabriel Rey  | 69' |
| 1   | POR | Fabián Villaseñor | 74' |
| 100 | DEL | Eduardo Pérez     | 75' |
| 16  | MED | Francisco Acuña   | 80' |

| Anotado · Penal | 7'  | Ronaldinho | 1 – 0 |
| Anotado         | 28' | William    | 2 – 0 |

| Anotado           | 38' | Sergio Pérez  | 2 – 1 |
| Anotado           | 79' | Eduardo Pérez | 2 – 2 |
| Anotado · Autogol | 89' | Luis Robles   | 3 – 2 |
| Anotado           | 90' | Alfonso Tamay | 3 – 3 |

| Emanuel Villa | Acierto de penal | 1:0 |                           |                  |
|               |                  | 1:1 | Acierto de penal          | Jhon Pajoy       |
| Mario Osuna   | Acierto de penal | 2:1 |                           |                  |
|               |                  | 2:1 | Fallo de penal (Desviado) | Luis Gabriel Rey |
| Yasser Corona | Acierto de penal | 3:1 |                           |                  |
|               |                  | 3:1 | Fallo de penal (Desviado) | Mario de Luna    |
| Tiago Volpi   | Acierto de penal | 4:1 |                           |                  |

|  |

|  |

|  |

|  |

| 31         | POR        | Tiago Volpi            |     |
| 2          | DEF        | George Corral          |     |
| 3          | DEF        | Miguel Martínez        |     |
| 5          | DEF        | Yasser Corona          |     |
| 12         | DEF        | Jonathan Bornstein     |     |
| 10         | MED        | Sinha                  | 75' |
| 22         | MED        | Edgar Pacheco          | 64' |
| 17         | MED        | Mario Osuna            |     |
| 49         | MED        | Ronaldinho             | 75' |
| 11         | DEL        | William                | 64' |
| 9          | DEL        | Patricio Rubio         | 64' |
| Entrenador | Entrenador | Víctor Manuel Vucetich |     |

| 30         | POR        | Rodolfo Cota        | 74' |
| 24         | DEF        | Sergio Pérez        | 46' |
| 15         | DEF        | Facundo Erpen       |     |
| 6          | DEF        | Luis Robles         |     |
| 12         | DEF        | Óscar Rojas         |     |
| 28         | MED        | Francisco Torres    | 46' |
| 7          | MED        | Luis Noriega        | 69' |
| 8          | MED        | Gerardo Espinoza    |     |
| 10         | DEL        | Cuauhtémoc Blanco   | 80' |
| 9          | DEL        | Hérculez Gómez      | 69' |
| 11         | DEL        | Matías Alustiza     | 75' |
| Entrenador | Entrenador | José Guadalupe Cruz |     |

| 81 | MED | Jaime Gómez     | 64' |
| 21 | MED | Marco Jiménez   | 64' |
| 15 | DEL | Ángel Sepúlveda | 64' |
| 6  | DEF | Ricardo Osorio  | 75' |
| 30 | DEL | Emanuel Villa   | 75' |

| 27  | DEF | Alberto Acosta    | 46' |
| 22  | MED | Jhon Pajoy        | 46' |
| 13  | MED | Alfonso Tamay     | 69' |
| 21  | DEL | Luis Gabriel Rey  | 69' |
| 1   | POR | Fabián Villaseñor | 74' |
| 100 | DEL | Eduardo Pérez     | 75' |
| 16  | MED | Francisco Acuña   | 80' |

| Anotado · Penal | 7'  | Ronaldinho | 1 – 0 |
| Anotado         | 28' | William    | 2 – 0 |

| Anotado           | 38' | Sergio Pérez  | 2 – 1 |
| Anotado           | 79' | Eduardo Pérez | 2 – 2 |
| Anotado · Autogol | 89' | Luis Robles   | 3 – 2 |
| Anotado           | 90' | Alfonso Tamay | 3 – 3 |

| Emanuel Villa | Acierto de penal | 1:0 |                           |                  |
|               |                  | 1:1 | Acierto de penal          | Jhon Pajoy       |
| Mario Osuna   | Acierto de penal | 2:1 |                           |                  |
|               |                  | 2:1 | Fallo de penal (Desviado) | Luis Gabriel Rey |
| Yasser Corona | Acierto de penal | 3:1 |                           |                  |
|               |                  | 3:1 | Fallo de penal (Desviado) | Mario de Luna    |
| Tiago Volpi   | Acierto de penal | 4:1 |                           |                  |

|  |

|  |

|  |

|  |

|                   |
| Campeón Querétaro |